# Puño

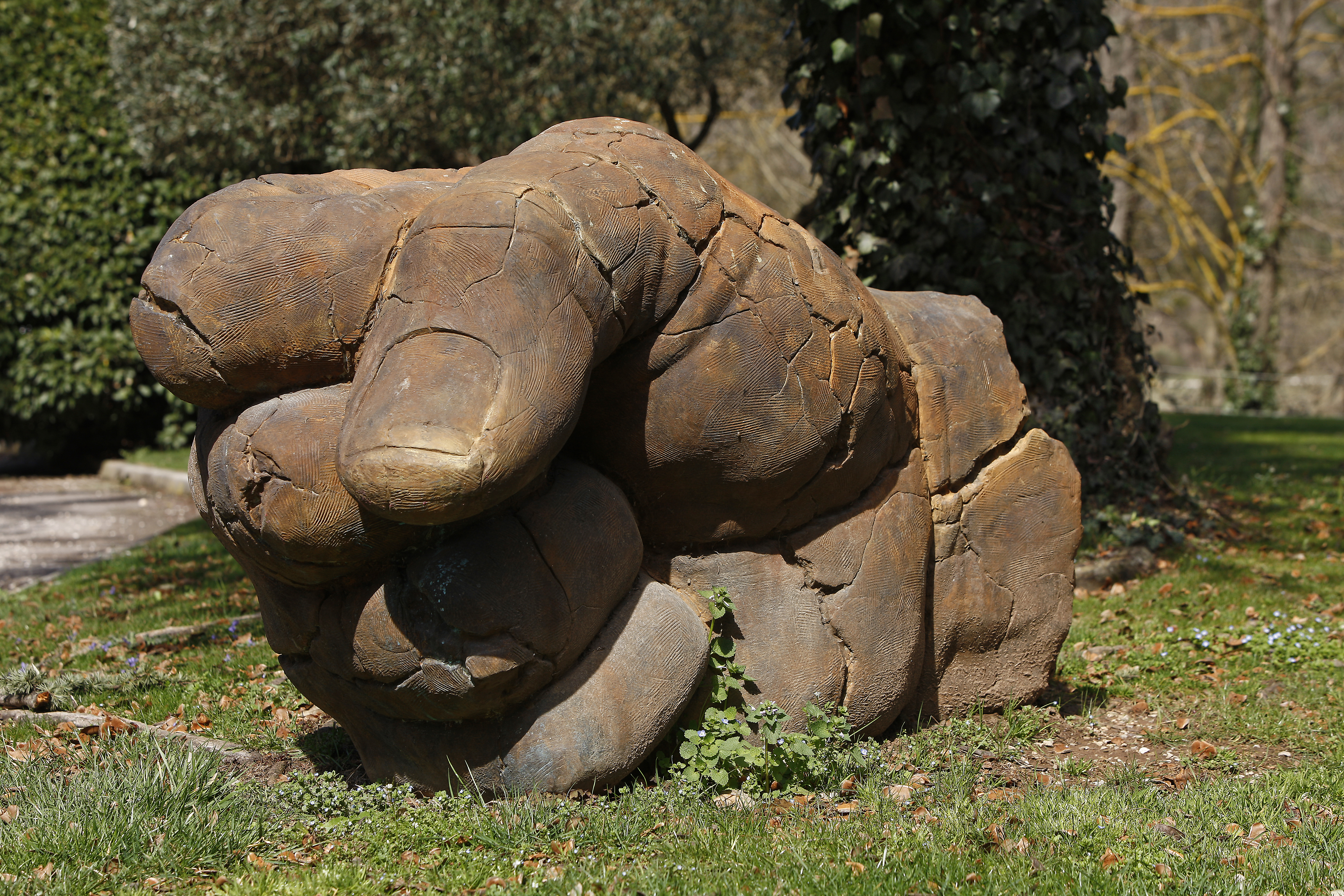
Escultura (puño de bronce).

Un puño es una acción en donde una mano tiene los dedos plegados contra la palma y el pulgar retraído, mostrando los nudillos. Puede ser un puño abierto o un puño cerrado. 
Los golpes con los puños (puñetazos) se enseñan a usar en deportes de combate tales como: las artes marciales mixtas, el boxeo, el kickboxing, el sanda, el muay thai, el savate, el wing chun, junto con el proceso de evitarlos ya sea esquivándolos, desviándolos o bloqueándolos.
Cerrar el puño es virtualmente desconocido en otros primates,[cita requerida] debido a que «la mayoría de los primates tienen la palma larga y los dedos y pulgares cortos»; las proporciones son a la inversa que en los humanos.
Al menos un estudio ha afirmado que el apretar el puño de uno se puede utilizar para recordar información.
Algunos estudios han demostrado que haciendo puños pueden ayudar a los humanos a lidiar con el estrés o la ansiedad, porque la mente se preocupa por el endurecimiento del músculo para centrarse en el tema en cuestión.
El acto de formar un puño que se conoce como "hacer un puño" o "apretando un puño".